# جون ويلسون (محامي أمريكي)
جون ويلسون (بالإنجليزية: John Wilson)‏ هو موظف مدني ومحامي أمريكي، ولد في 1807، وتوفي في 1876.